# Crème glacée frite
La crème glacée frite est un dessert fait à partir de boules de crème glacée recouverte de pâte à beignet créant ainsi une enveloppe chaude et croustillante autour d'une glace froide.

## Composition
Le dessert existe sous différentes formes, dont le point commun est une boule de glace (préalablement refroidie bien en dessous de sa température normale de conservation) recouverte d'une pâte à beignet ou d'une panure. Dans le cas de la panure, on roule rapidement la boule de glace dans un œuf pour réaliser une panure à l'anglaise avec des morceaux de cornflakes ou des bouts de cookies, puis on la frit rapidement. Elle est trempée dans la pâte dans l'autre cas.
Des versions attribuées aux Mexicains aux États-Unis utilisent des corn flakes, des noix, des bouts de cookie, ou des tortillas comme panure. Les versions attribuées aux Asiatiques aux États-Unis, car servis dans divers restaurants asiatiques (chinois, japonais, polynésiens), reposent, elles, sur une pâte de tempura. Dans ces restaurants, les parfums les plus courants sont le thé vert, la vanille, le taro ou encore l'anko. On retrouve ces parfums hors des États-Unis, par exemple dans certains restaurants en France, mais aussi au Japon.

## Origine
Il existe diverses hypothèses sur les origines du dessert. Une source certifie que le plat a été servi la première fois à l'exposition universelle de 1893 de Chicago, où le sundae fut aussi inventé. Une autre attribue à une compagnie de Philadelphie en  1894 le crédit de son invention en décrivant un plat similaire (A small, solid cake of the [ice] cream is enveloped in a thin sheet of pie crust and then dipped into boiling lard or butter to cook the outside to a crisp. Served immediately, the ice cream is found to be as solidly frozen as it was first prepared.),.
Une autre source assure que le plat est apparu dans les années 1960 dans les restaurants de tempura.
Aux États-Unis, l'hypothétique origine asiatique de ce plat a été renforcée par des critiques gastronomiques de restaurants asiatiques (chinois, japonais, polynésiens) parus dans la section Dining Out du New York Times dans les années 1970 mentionnant ce plat. Il est à noter que la version asiatique est aussi servie de par le monde, y compris en Asie et plus spécifiquement dans certains restaurants de tenpura au Japon, sous l'appellation aisukurīmu no tenpura (アイスクリームの天ぷら, « tenpura de crème glacée ») révélant une origine étrangère, aisukurīmu étant la retranscription japonaise du vocable anglais pour crème glacée (ice cream).
Elle a aussi été associée avec la cuisine mexicaine, en grande partie à cause de la chaîne de restaurants mexicains Chi-Chi's (créée aux États-Unis dans les années 1980 mais maintenant plus largement implantée dans le monde) qui a créé un dessert signature caractéristique de la marque : une tortilla et de la glace à la cannelle. Cependant, certaines sources situent l'apparition de ce plat pour la première fois au Mexique en 2007. 